# Crataegus lucorum
Crataegus lucorum är en rosväxtart som beskrevs av Charles Sprague Sargent. Crataegus lucorum ingår i Hagtornssläktet som ingår i familjen rosväxter. Utöver nominatformen finns också underarten C. l. insolens.